# Jan Srdínko
Jan Srdínko (* 22. Februar 1974 in Benešov, Tschechoslowakei) ist ein ehemaliger tschechischer Eishockeyspieler, der in seiner Laufbahn sechsmal die tschechische und zweimal die slowakische Meisterschaft gewann. Seit seinem Karriereende arbeitet er als Trainer.

## Karriere
Srdínko begann seine Karriere 1994 beim HC Dadák Vsetín in der Extraliga, absolvierte aber auch einige Spiele für den HC Kometa Brno in der zweitklassigen 1. Liga. Beim NHL Entry Draft 1997 wurde er von den New Jersey Devils in der neunten Runde an 241. Stelle ausgewählt, spielte aber niemals in Nordamerika. Stattdessen blieb er dem HC Vsetín bis 2001 treu und gewann mit diesem Verein insgesamt fünf Meistertitel. Vor der Spielzeit 2001/02 wechselte er innerhalb der Extraliga zum HC Sparta Prag, mit dem er 2002 erneut Meister  wurde. 2004 wechselte er in die russische Superliga zum HK Sibir Nowosibirsk. Nur ein Jahr später unterschrieb er einen Vertrag bei Leksands IF, bevor er 2006 vom HC Slovan Bratislava verpflichtet wurde. Sowohl 2007, als auch 2008 wurde er mit Slovan slowakischer Meister, bevor er im Sommer 2008 nach Tschechien zum Extraliga-Teilnehmer HC Kladno zurückkehrte. Im weiteren Saisonverlauf spielte er jedoch erneut für den HC Slovan Bratislava in der Extraliga. Anschließend beendete er seine Spielerkarriere und wurde Trainer.
Er gehört dem Trainerstab des Tschechischen Eishockeyverbandes  an und war in der Saison 2014/15 zwei Monate lang Assistenztrainer beim HC Slavia Prag. Ab 2015 gehörte er wieder dem Trainerstab von Slavia Prag an. Seit der Saison 2020/21 amtiert er als Cheftrainer beim VHK ROBE Vsetín in der 1. Liga.

## Erfolge
- sechsfacher tschechischer Meister mit Vsetín und Sparta Prag
- zweifacher slowakischer Meister mit Slovan Bratislava